# Melissa-Jane Daniel
Melissa-Jane Daniel (19 de agosto de 1988) é uma arqueira britânica que estudou na Universidade de Nottingham para obter um diploma em sociologia.
Nascida em Preston, Lancashire, integrou os Bowmen de Skelmersdale  e participou do esporte do tiro com arco desde a idade de seis anos. Ela atualmente detém sete Registros Regionais (Lancashire), juntamente com quatro Registros Nacionais em Clout Archery, cinco Registros Nacionais em Voo e quatro tiroles e 4 Registros Nacionais no tiro ao alvo. 
Ela também possui cinco Arqueiros do World Records in Flight, dois dos quais foram reivindicados no aniversário de 18 anos no Campeonato Nacional de Vôo realizado na RAF Church Fenton em 19 de agosto de 2006.